# Cicarnus
Cicarnus is een uitgestorven monotypisch geslacht van krabben in de familie Carcinidae . De soort werd beschreven uit de midden Eocene Okinoshima Groep.

## Soorten
Het geslacht Cicarnus telt slechts één soort :
- Cicarnus fumiae Karasawa & Fudouji, 2000